# 兀术街街道
兀术街街道，2001年末之前名为铁法镇，是中华人民共和国辽宁省铁岭市调兵山市下辖的一个乡镇级行政单位。

## 行政区划
兀术街街道下辖以下地区：
站前社区、苗圃社区、西山社区、调兵沟社区、两千平社区、宏大社区、康泰社区、振兴社区、小康社区、晨安社区、平安社区、兀术街村、南岭村、施荒地村和调兵山工业园区社区。